# サミュエル・ウォード
サミュエル・ウォード（英: Samuel Ward、1725年5月25日 - 1776年3月26日）は、アメリカ、ロードアイランド植民地ウェスタリー出身の農夫、商店主および政治家である。ロードアイランド植民地の知事を務め、後に大陸会議代表になった。1764年、他の数人と共同行動を取って、ロードアイランド植民地カレッジ（ブラウン大学の最初の名前）を認可させるために当初の仲間すなわち理事となった。

## 初期の経歴
ウォードは1725年にロードアイランド植民地ニューポートで、土曜日を安息日として守るセブンスデー・バプテスト教会員、リチャードとメアリー・ティリンガストのウォード夫妻の子供として生まれた。父のリチャードはニューポートの商人であり、1741年と1742年にロードアイランド植民地の知事を務めた。ウォードの少年時代や受けた教育についてはほとんど知られていない。1745年、ウォードは近くのブロックアイランド出身のアンナ・レイと結婚し、ウォードが農業を始め、店を開いたウェスタリーで生活を始めた。

## 公職
ウォードは1756年に植民地議会議員に選出された時に公的な経歴を始め、これを1758年まで続けた。1758年から1761年まで、3度知事選に打って出たが落選した。1761年、議会はウォードをロードアイランド最高裁判所の首席判事に指名した。ウォードはこの職を1年だけ務めその後の1762年に知事に選出された。1765年から1766年にももう1期知事を務めた。ウォードは1765年の印紙法執行に対する誓約を拒んだことでは唯一の植民地知事となった。
1774年、ロードアイランドはウォードを大陸会議に送り出した。ウォードは、「機密委員会」など幾つかの重要な委員会の委員を務め、大陸会議が全体委員会になるときはしばしば議長を務めた。この大陸会議に出ているときに、ウォードは天然痘に罹り、アメリカ独立宣言に署名することになる3ヶ月前にフィラデルフィアで死んだ。当初はフィラデルフィアで埋葬されたが、1860年にニューポートの共同埋葬地およびアイランド墓地に移葬された。

## 家族
サミュエルとアンナの夫妻には11人の子供が生まれた。次男のサミュエル・ウォード・ジュニアは大陸軍の中佐を務めた。曾孫には『リパブリック讃歌』を作詞したジュリア・ウォード・ハウがいる。ウォードは1764年からその死まで理事を務めたロードアイランド・カレッジ（現在のブラウン大学）を設立した仲間の一人でもあった。
ウォードはロードアイランド植民地の設立者ロジャー・ウィリアムズから父系からも母系からも2代後の子孫だった。

## ウォードの記念
1937年、ウェスタリーの町はその新しい高校にウォードと名付けることでウォードの記念とした。現在のウォード高校キャンパスの本館前にあった道もウォード・アベニューと名付けられていた。この本館は大きなジョージア調建築であり、1939年以来町の生徒のために尽くし、現在は2005年に建設されたより大きな高校キャンパスの一部になっている。この学校はウォード・ビルとバブコック・ビル（同じ時に建てられた元ジュニアハイスクール）という2つの建物で構成されている。20世紀後半、他の教育学区の道に従ってウォード高校は正式にウェスタリー高校と改名されたが、ウォード高校の頭文字であるWHSを使っている。当初の記念の精神を守る中で、この高校の主公会堂は元知事の名前を与えられ、大きな青銅製銘盤が玄関で訪問者を迎えている。